# National Basket Ball League 1898-1899
La National Basket Ball League 1898-1899 è stata la prima edizione del primo campionato professionistico statunitense di pallacanestro.
Cinque squadre si affrontarono in un girone unico. I Trenton Nationals vinsero il torneo.

## Stagione regolare

### Classifica
|  |    | Classifica finale 1898-1899  | V  | P  | Rin |
|  | -- | ---------------------------- | -- | -- | --- |
|  | 1. | Trenton Nationals            | 18 | 2  | 1   |
|  | 2. | Millville Glassblowers       | 14 | 6  | 2   |
|  | 3. | Camden Electrics             | 7  | 13 | 1   |
|  | 4. | Clover Wheelman              | 5  | 14 | 1   |
|  | -. | Germantown Nationals         | 1  | 4  | 0   |
|  | -. | Hancock Athletic Association | 0  | 6  | 1   |

## Verdetti
- Campione della National Basket Ball League: Trenton Nationals.